# Cantharis sucinonigra
Cantharis sucinonigra là một loài bọ cánh cứng trong họ Cantharidae. Loài này được Kuska miêu tả khoa học năm 1992.